# Coda Automotive

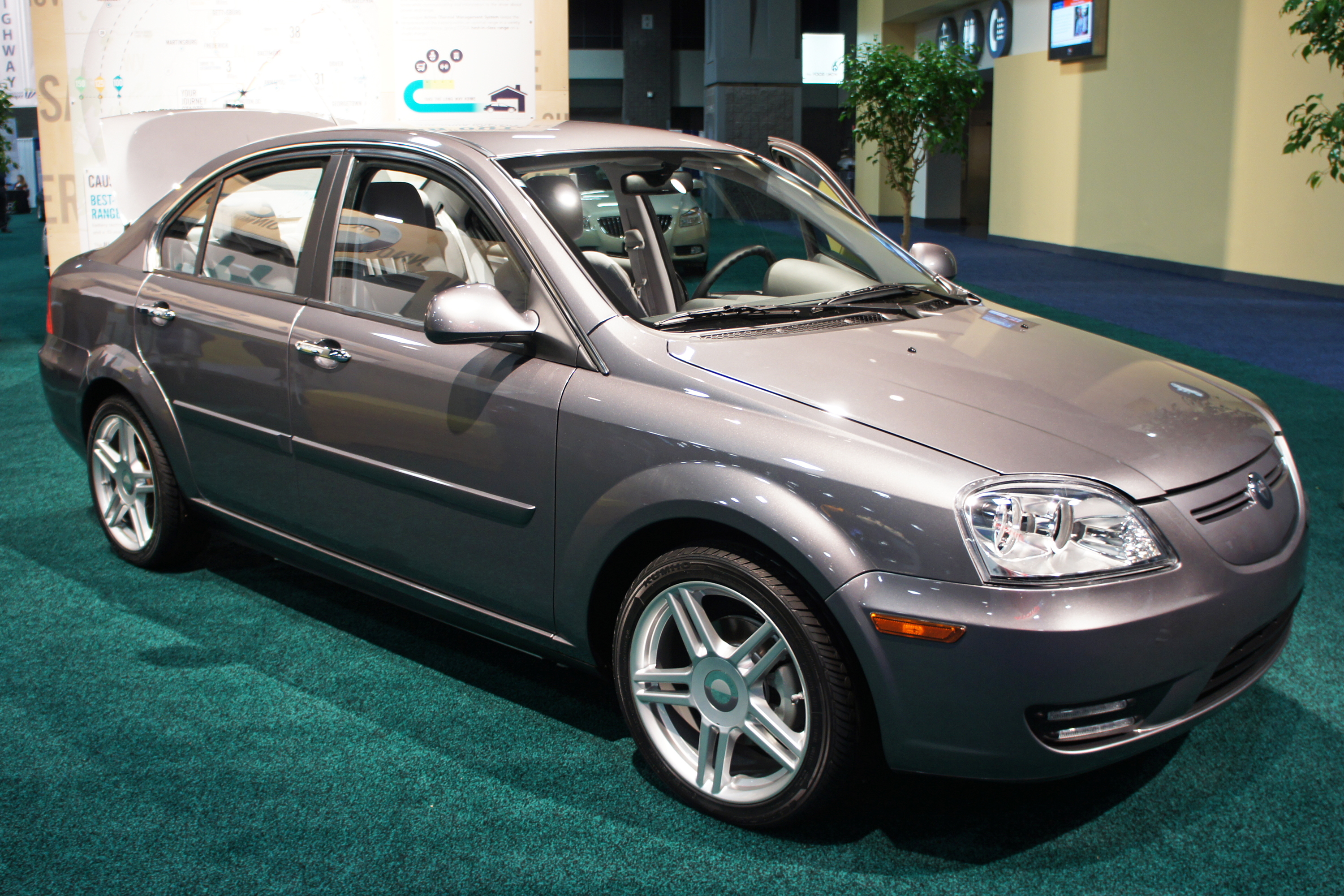
Coda

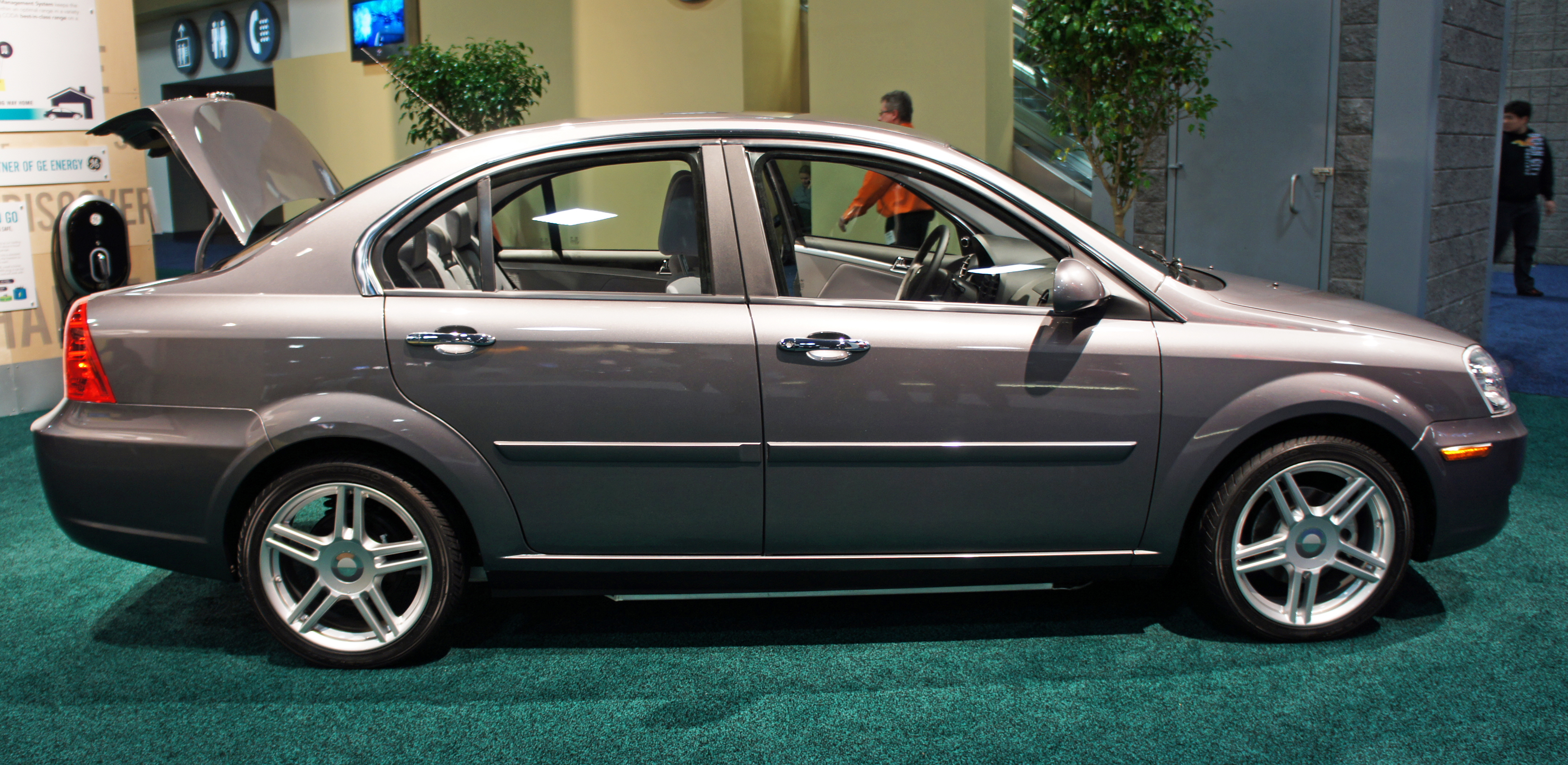
Seitenansicht

Coda Automotive Inc. (Eigenschreibweise CODA Automotive Inc.) ist ein US-amerikanisches Unternehmen und ehemaliger Hersteller von Automobilen.

## Unternehmensgeschichte
Miles L. Rubin gründete 2009 das Unternehmen. Der Sitz befindet sich in Los Angeles in Kalifornien. Die Produktion von Automobilen begann 2010. Der Markenname lautete Coda. Philip F. Murtaugh leitet das Unternehmen, das sich in der Liquidation befindet. Das Nachrichtenmagazin Reuters berichtete bereits im Mai 2013 von einem Bankrott. Insgesamt wurden etwa 100 Fahrzeuge verkauft.

## Fahrzeuge
Im Angebot standen Elektroautos. Die Basis bildete der Hafei Saibao von Hafei. Die viertürige Limousine hatte ein Stufenheck. Der Elektromotor leistete 136 PS. Der Hersteller gab 260 cm Radstand, 447 cm Fahrzeuglänge, 171 cm Fahrzeugbreite und 148 cm Fahrzeughöhe an.